# 二溴化镝
二溴化镝是一种镝的溴化物，化学式DyBr2。它的晶体结构是碘化锶结构。它可以通过在800至900°C的真空用镝还原三溴化镝而成。
{\displaystyle \mathrm {Dy+2\ DyBr_{3}\longrightarrow 3\ DyBr_{2}} }